# Lista zabytków w Rabacie (Malta)
To jest lista zabytków w miejscowości Rabat na Malcie, które są umieszczone na liście National Inventory of the Cultural Property of the Maltese Islands.

## Lista
| Nazwa zabytku                                        | Lokalizacja                                                    | Współrzędne                                   | Nr na liście NICPMI | Zdjęcie |
| ---------------------------------------------------- | -------------------------------------------------------------- | --------------------------------------------- | ------------------- | ------- |
| Wieża Nadur                                          | Binġemma Gap                                                   | 35°54′02,1″N 14°22′16,2″E/35,900588 14,371170 | 0060                |         |
| Villa Marija                                         | It-Telgħa tas-Saqqajja / Taraġ tas-Saqqajja                    | 35°53′00,0″N 14°24′15,5″E/35,883326 14,404300 | 01195               |         |
| Stara pralnia Għajn Hammam                           | Triq Għajn Hammam                                              | 35°53′10,4″N 14°24′00,2″E/35,886212 14,400051 | 01197               |         |
| Villa Luigisland                                     | 61-65 Triq Ġorġ Borġ Olivier                                   | 35°52′46,0″N 14°24′04,2″E/35,879431 14,401177 | 01200               |         |
| Kościół Niepokalanego Poczęcia                       | Wied Gerżuma, Tal-Kunċizzjoni                                  | 35°53′59,0″N 14°20′58,0″E/35,899710 14,349434 | 2323                |         |
| Kościół św. Marcina z Tours                          | Triq Patri Tumas Xerri, Baħrija                                | 35°53′45,2″N 14°20′56,4″E/35,895900 14,349007 | 2324                |         |
| Kaplica św. Marcina z Tours                          | Trejqet it-Tin, Baħrija                                        | 35°53′45,0″N 14°20′48,8″E/35,895820 14,346876 | 2325                |         |
| Kościół Niepokalanego Poczęcia i św. Antoniego Opata | Palazzo Gomerino                                               | 35°53′39,8″N 14°22′11,3″E/35,894393 14,369796 | 2326                |         |
| Kościół Narodzenia Matki Bożej (tas-Salib)           | Triq Għajn Qajjet                                              | 35°53′29,1″N 14°22′51,7″E/35,891409 14,381026 | 2327                |         |
| Kościół Narodzenia Matki Bożej                       | L-Imtaħleb                                                     | 35°52′49,4″N 14°21′18,1″E/35,880381 14,355040 | 2328                |         |
| Kaplica św. Katarzyny                                | Triq Santa Katerina, Tad-Daħla                                 | 35°52′14,2″N 14°23′04,5″E/35,870610 14,384585 | 2329                |         |
| Nisza Matki Boskiej Bolesnej                         | Triq Santa Katerina, Tad-Daħla                                 | 35°52′13,4″N 14°23′03,4″E/35,870379 14,384276 | 2330                |         |
| Kaplica św. Mikołaja i św. Łucji                     | Triq il-Buskett, Buskett                                       | 35°51′44,1″N 14°24′10,3″E/35,862242 14,402859 | 2331                |         |
| Nisza św. Pawła                                      | Is-Saqqajja                                                    | 35°52′58,1″N 14°24′11,5″E/35,882811 14,403191 | 2332                |         |
| Kaplica św. Michała Archanioła (is-Sanċir)           |                                                                | 35°53′15,9″N 14°23′15,0″E/35,887751 14,387495 | 2333                |         |
| Kaplica Zgromadzenia Najświętszego Serca Jezusa      | Triq tal-Virtu                                                 | 35°52′28,9″N 14°24′09,7″E/35,874686 14,402699 | 2334                |         |
| Kościół Mater Admirabilis                            | Triq tal-Virtu (Seminarium)                                    | 35°52′27,0″N 14°24′09,6″E/35,874179 14,402678 | 2335                |         |
| Kaplica św. Antoniego (cmentarna)                    | Ċimiterju Sta. Margerita, Wesgħa tal-Mużew                     | 35°53′05,6″N 14°23′58,6″E/35,884897 14,399600 | 2336                |         |
| Statua św. Józefa                                    | Wesgħa tal-Mużew (rondo)                                       | 35°53′05,5″N 14°24′02,9″E/35,884851 14,400803 | 2337                |         |
| Krzyż Dejma                                          | Ogrody Howarda, Triq tal-Mużew                                 | 35°53′02,2″N 14°24′11,3″E/35,883933 14,403136 | 2338                |         |
| Kościół św. Marka                                    | Triq Santu Wistin                                              | 35°52′58,0″N 14°24′08,2″E/35,882786 14,402276 | 2339                |         |
| płaskorzeźba Matka Boża                              | 2 Triq Santu Wistin                                            | 35°52′58,0″N 14°24′08,9″E/35,882779 14,402486 | 2340                |         |
| Statua św. Antoniego Opata                           | Triq Santu Wistin / Vjal Santu Wistin                          | 35°52′58,4″N 14°24′08,8″E/35,882878 14,402438 | 2341                |         |
| Statua św. Augustyna                                 | Triq Santu Wistin / Vjal Santu Wistin                          | 35°52′58,7″N 14°24′08,6″E/35,882965 14,402376 | 2342                |         |
| Statua Matki Bożej od Paska                          | Triq Santu Wistin / Vjal Santu Wistin                          | 35°52′58,8″N 14°24′08,3″E/35,882989 14,402301 | 2343                |         |
| Statua św. Mikołaja z Torentino                      | Triq Santu Wistin / Vjal Santu Wistin                          | 35°52′58,6″N 14°24′07,8″E/35,882946 14,402178 | 2344                |         |
| Nisza Matki Bożej Dobrej Rady                        | 55 Triq Santu Wistin / Triq Zondadari                          | 35°52′59,6″N 14°24′04,6″E/35,883209 14,401278 | 2345                |         |
| Nisza Niepokalanego Poczęcia                         | 54 Triq Santu Wistin / Triq Zondadari                          | 35°52′59,7″N 14°24′04,4″E/35,883249 14,401226 | 2346                |         |
| Kościół św. Bartłomieja                              | Triq Zondadari / Triq San Bartilmew                            | 35°53′00,7″N 14°24′04,7″E/35,883532 14,401318 | 2347                |         |
| Nisza Ecce Homo                                      | 22 Triq Zondadari                                              | 35°53′00,7″N 14°24′05,2″E/35,883540 14,401456 | 2348                |         |
| Nisza św. Józefa                                     | Triq San Bartilmew                                             | 35°53′01,3″N 14°24′03,7″E/35,883695 14,401015 | 2349                |         |
| Kościół Wniebowzięcia Matki Bożej (ta’ Duna)         | Triq San Pawl / Triq Doni                                      | 35°53′02,7″N 14°24′01,4″E/35,884074 14,400381 | 2350                |         |
| Nisza św. Józefa                                     | Triq San Ġużepp                                                | 35°53′00,2″N 14°24′00,7″E/35,883384 14,400181 | 2351                |         |
| Nisza Narodzenia Chrystusa                           | Triq Santu Wistin / Triq il-Repubblika                         | 35°53′00,0″N 14°24′03,5″E/35,883322 14,400960 | 2352                |         |
| Kamienny krzyż                                       | Triq Għajn Qajjet                                              | 35°53′29,1″N 14°22′51,7″E/35,891409 14,381026 | 2353                |         |
| Nisza Wniebowzięcia                                  | Triq Doni / Triq San Pawl                                      | 35°49′59,0″N 14°27′26,1″E/35,833054 14,457262 | 2354                |         |
| Płaskorzeźba Wniebowzięcie                           | 73 Triq San Pawl                                               | 35°53′02,6″N 14°24′00,5″E/35,884047 14,400152 | 2355                |         |
| Nisza Zbawiciela                                     | Triq San Pawl / Triq San Ġużepp                                | 35°53′00,4″N 14°23′59,8″E/35,883446 14,399936 | 2356                |         |
| Kościół Narodzenia Matki Bożej (ta’ Ġieżu)           | Triq San Pawl / Triq San Ġużepp                                | 35°53′00,0″N 14°23′59,6″E/35,883344 14,399888 | 2357                |         |
| Nisza św. Józefa                                     | 59 Triq San Pawl                                               | 35°52′59,7″N 14°23′58,7″E/35,883261 14,399634 | 2358                |         |
| Nisza św. Franciszka                                 | 11/12 Triq San Pawl                                            | 35°52′58,8″N 14°23′58,6″E/35,883004 14,399613 | 2359                |         |
| Nisza Niepokalanego Poczęcia                         | 13/14 Triq San Pawl                                            | 35°52′58,6″N 14°23′58,4″E/35,882951 14,399569 | 2360                |         |
| Nisza św. Józefa                                     | 15/16 Triq San Pawl                                            | 35°52′58,4″N 14°23′58,3″E/35,882896 14,399532 | 2361                |         |
| Nisza św. Antoniego z Padwy                          | 17/18 Triq San Pawl                                            | 35°52′58,2″N 14°23′58,2″E/35,882839 14,399492 | 2362                |         |
| Nisza św. Pawła                                      | 44 Triq San Pawl                                               | 35°52′58,0″N 14°23′57,7″E/35,882780 14,399368 | 2363                |         |
| Nisza Matki Bożej z Góry Karmel                      | Triq San Pawl / Triq il-Kbira                                  | 35°52′56,6″N 14°23′57,6″E/35,882399 14,399330 | 2364                |         |
| Statua św. Pawła                                     | Triq San Pawl / Triq il-Kbira                                  | 35°52′56,3″N 14°23′57,8″E/35,882302 14,399376 | 2365                |         |
| Bazylika św. Pawła                                   | Pjazza tal-Parroċċa                                            | 35°52′54,3″N 14°23′57,4″E/35,881743 14,399277 | 2366                |         |
| Nisza Najświętszego Serca Jezusa                     | Triq Kilin (Mikiel Spiteri)                                    | 35°53′01,9″N 14°23′49,8″E/35,883851 14,397153 | 2367                |         |
| Nisza św. Pawła                                      | Triq Kilin (Mikiel Spiteri)                                    | 35°53′03,5″N 14°23′49,3″E/35,884311 14,397032 | 2368                |         |
| Nisza Ecce Homo                                      | 2 Triq Ġilormu Dingli                                          | 35°53′04,2″N 14°23′52,9″E/35,884508 14,398040 | 2369                |         |
| Statua św. Pawła                                     | Triq Doni l-Qadima / Triq Doni                                 | 35°53′04,0″N 14°23′54,7″E/35,884431 14,398521 | 2370                |         |
| Nisza Matki Bożej z Lourdes                          | Triq Doni l-Qadima                                             | 35°53′02,1″N 14°23′52,4″E/35,883914 14,397877 | 2371                |         |
| Nisza św. Józefa                                     | Triq Indri Borġ                                                | 35°53′02,5″N 14°23′55,5″E/35,884022 14,398757 | 2372                |         |
| Nisza św. Pawła                                      | Triq San Martin / Triq Indri Borġ                              | 35°53′01,9″N 14°23′57,5″E/35,883863 14,399304 | 2373                |         |
| Nisza Matki Bożej Dobrej Rady                        | Triq San Martin / Triq Indri Borġ                              | 35°53′01,9″N 14°23′57,4″E/35,883868 14,399273 | 2374                |         |
| Nisza św. Józefa                                     | Sqaq San Martin Nru. 1                                         | 35°53′01,1″N 14°23′57,0″E/35,883639 14,399173 | 2375                |         |
| Nisza św. Józefa                                     | Triq Indri Borġ                                                | 35°53′02,0″N 14°23′58,3″E/35,883887 14,399520 | 2376                |         |
| Nisza Niepokalanego Poczęcia                         | Triq Indri Borġ                                                | 35°53′01,9″N 14°23′58,6″E/35,883866 14,399605 | 2377                |         |
| Nisza św. Agaty                                      | "Karġuż", 12 Triq Misraħ Suffara / Triq Mons. G. Depiro        | 35°52′42,7″N 14°23′42,8″E/35,878541 14,395221 | 2378                |         |
| Nisza Matki Bożej z Góry Karmel                      | 66 Triq Ħal Bajjada / Triq Karmena Micallef                    | 35°52′45,0″N 14°23′46,1″E/35,879165 14,396143 | 2379                |         |
| Nisza św. Agaty                                      | Triq Ħal Bajjada / 2 Triq Rudolph Saliba                       | 35°52′45,7″N 14°23′47,3″E/35,879348 14,396480 | 2380                |         |
| Nisza św. Pawła                                      | 43 Triq Ħal Bajjada                                            | 35°52′47,2″N 14°23′48,3″E/35,879781 14,396750 | 2381                |         |
| Nisza Świętej Rodziny                                | 23 Triq Ħal Bajjada                                            | 35°52′48,0″N 14°23′49,8″E/35,880011 14,397174 | 2382                |         |
| Nisza św. Agaty                                      | 17/19 Triq Ħal Bajjada                                         | 35°52′48,2″N 14°23′50,1″E/35,880069 14,397257 | 2383                |         |
| Nisza św. Pawła                                      | 7/9 Triq Ħal Bajjada                                           | 35°52′48,9″N 14°23′50,6″E/35,880254 14,397385 | 2384                |         |
| Krzyż kamienny                                       | Sqaq Sant’Agata                                                | 35°52′50,2″N 14°23′50,7″E/35,880604 14,397410 | 2385                |         |
| Nisza św. Pawła                                      | 18 Triq Sant’Agata                                             | 35°52′52,6″N 14°23′52,4″E/35,881285 14,397876 | 2386                |         |
| Nisza Madonny z Dzieciątkiem                         | 6 Triq Sant’Agata                                              | 35°52′53,2″N 14°23′53,0″E/35,881457 14,398047 | 2387                |         |
| Nisza św. Pawła                                      | 3 Triq Sant’Agata                                              | 35°52′53,5″N 14°23′53,6″E/35,881539 14,398213 | 2388                |         |
| Nisza Krzyża Chrystusa                               | 2 il-Katakombi                                                 | 35°52′52,9″N 14°23′53,6″E/35,881358 14,398221 | 2389                |         |
| Nisza św. Pawła                                      | 6 il-Katakombi                                                 | 35°52′51,7″N 14°23′53,5″E/35,881040 14,398193 | 2390                |         |
| Nisza Matki Bożej z Lourdes                          | 46 il-Katakombi                                                | 35°52′51,1″N 14°23′53,2″E/35,880857 14,398115 | 2391                |         |
| Statua św. Katalda                                   | Triq San Kataldu                                               | 35°52′54,3″N 14°23′53,7″E/35,881752 14,398237 | 2392                |         |
| Kościół św. Katalda                                  | Triq San Kataldu                                               | 35°52′54,4″N 14°23′53,2″E/35,881766 14,398105 | 2393                |         |
| Nisza św. Pawła                                      | 10 Triq San Kataldu                                            | 35°52′54,2″N 14°23′54,1″E/35,881730 14,398357 | 2394                |         |
| Statua św. Pawła                                     | Pjazza tal-Parroċċa                                            | 35°52′54,4″N 14°23′56,1″E/35,881790 14,398903 | 2395                |         |
| Statua św. Piotra                                    | Pjazza tal-Parroċċa                                            | 35°52′55,2″N 14°23′56,5″E/35,881987 14,399029 | 2396                |         |
| Nisza Niepokalanego Poczęcia                         | 30 Triq Bir ir-Riebu                                           | 35°52′57,1″N 14°23′50,4″E/35,882539 14,397346 | 2397                |         |
| Nisza Najświętszego Serca Jezusa                     | 64 Triq Bir ir-Riebu / Triq Emmanuele Vitale                   | 35°52′57,2″N 14°23′46,8″E/35,882553 14,396322 | 2398                |         |
| Kaplica pw. Narodzenia Maryi i św. Mikołaja          | Triq Bir ir-Riebu / Daħlet id-Dejr                             | 35°52′57,7″N 14°23′35,6″E/35,882684 14,393213 | 2399                |         |
| Nisza św. Józefa                                     | 1 Vjal il-Ħaddiem / Triq in-Nigret                             | 35°52′55,1″N 14°23′31,7″E/35,881973 14,392144 | 2400                |         |
| Nisza Matki Bożej Dobrej Rady                        | 18 Triq il-Kbira                                               | 35°52′56,3″N 14°24′03,6″E/35,882308 14,400994 | 2401                |         |
| Nisza Krzyża Chrystusa                               | Triq ir-Repubblika / Triq il-Kbira                             | 35°52′56,5″N 14°24′01,6″E/35,882362 14,400439 | 2402                |         |
| Nisza św. Pawła                                      | Triq Cosmana Navarra                                           | 35°52′54,8″N 14°24′02,9″E/35,881898 14,400812 | 2403                |         |
| Kościół św. Franciszka                               | Triq San Franġisk                                              | 35°52′54,2″N 14°24′05,1″E/35,881718 14,401429 | 2404                |         |
| Statua św. Antoniego z Padwy                         | naprzeciw 21 Triq San Franġisk                                 | 35°52′53,7″N 14°24′04,2″E/35,881592 14,401172 | 2405                |         |
| Nisza Matki Bożej Dobrej Rady                        | 21 Triq San Franġisk                                           | 35°52′53,7″N 14°24′03,9″E/35,881590 14,401082 | 2406                |         |
| Statua Niepokalanego Poczęcia                        | "Dar is-Sebħ", 17 Triq San Franġisk / Sqaq San Franġisk Nru. 1 | 35°52′52,9″N 14°24′03,9″E/35,881357 14,401076 | 2407                |         |
| Statua św. Franciszka                                | naprzeciw Sqaq San Franġisk Nru. 1                             | 35°52′52,9″N 14°24′04,2″E/35,881352 14,401177 | 2408                |         |
| Nisza św. Józefa                                     | Sqaq San Franġisk Nru. 1                                       | 35°52′53,2″N 14°24′02,8″E/35,881452 14,400787 | 2409                |         |
| Nisza św. Józefa                                     | 36 Triq San Franġisk / "La Rosa", 2 Triq Ġorġ Borġ Olivier     | 35°52′51,7″N 14°24′04,2″E/35,881037 14,401160 | 2410                |         |
| Nisza św. Franciszka                                 | 36 Triq San Franġisk / "La Rosa", 2 Triq Ġorġ Borġ Olivier     | 35°52′51,7″N 14°24′04,2″E/35,881037 14,401160 | 2411                |         |
| Nisza św. Wincentego Ferreriusza                     | "La Rosa", 2 Triq Ġorġ Borġ Olivier / 24 Triq Nikola Saura     | 35°52′51,7″N 14°24′04,5″E/35,881035 14,401250 | 2412                |         |
| Nisza św. Bonawentury                                | "La Rosa", 2 Triq Ġorġ Borġ Olivier / 24 Triq Nikola Saura     | 35°52′51,7″N 14°24′04,5″E/35,881035 14,401250 | 2413                |         |
| Nisza św. Pawła                                      | 27 Triq il-Konti Ruġġieru                                      | 35°52′50,7″N 14°24′00,8″E/35,880754 14,400224 | 2414                |         |
| Nisza Matki Bożej z Góry Karmel                      | 25 Triq il-Konti Ruġġieru                                      | 35°52′50,7″N 14°24′01,0″E/35,880750 14,400275 | 2415                |         |
| Nisza św. Antoniego z Padwy                          | Triq Sant’Antnin / Triq Santa Marija                           | 35°52′52,0″N 14°24′00,0″E/35,881102 14,399996 | 2416                |         |
| Nisza Niepokalanego Poczęcia                         | 31 Triq San Publju / Triq Santa Marija                         | 35°52′49,8″N 14°23′59,5″E/35,880502 14,399870 | 2417                |         |
| Nisza św. Pawła                                      | 89 Triq il-Kulleġġ / Triq Santa Marija                         | 35°52′47,1″N 14°23′58,3″E/35,879753 14,399533 | 2418                |         |
| Nisza św. Pawła                                      | Sqaq il-Kulleġġ Nru. 2                                         | 35°52′48,6″N 14°23′56,4″E/35,880176 14,399010 | 2419                |         |
| Nisza Matki Boskiej Bolesnej                         | 43/45 Triq il-Kulleġġ                                          | 35°52′49,6″N 14°23′57,1″E/35,880434 14,399203 | 2420                |         |
| Nisza Madonny z Dzieciątkiem                         | 98 Triq il-Kulleġġ                                             | 35°52′44,7″N 14°23′59,5″E/35,879087 14,399861 | 2421                |         |
| Kościół św. Sebastiana                               | Triq Ġorġ Borg Olivier (u wylotu Triq il-Kulleġġ)              | 35°52′41,8″N 14°24′02,6″E/35,878285 14,400733 | 2422                |         |
| Nisza Matki Bożej z Góry Karmel                      | Triq il-Kulleġġ / Triq Ġorġ Borġ Olivier                       | 35°52′42,4″N 14°24′01,8″E/35,878438 14,400494 | 2423                |         |
| Nisza Chrystusa Zbawiciela                           | 103 Triq Ġorġ Borġ Olivier / Triq Tal-Virtù                    | 35°52′41,0″N 14°24′01,5″E/35,878042 14,400404 | 2424                |         |
| Nisza Matki Bożej z Góry Karmel                      | 110 Triq Ġorġ Borġ Olivier / Triq il-Kulleġġ                   | 35°52′41,5″N 14°24′01,3″E/35,878207 14,400366 | 2425                |         |
| Nisza Matki Boskiej Bolesnej                         | 5 Triq San Bastjan                                             | 35°52′43,0″N 14°24′03,2″E/35,878601 14,400893 | 2426                |         |
| Nisza św. Józefa                                     | 10 Triq San Bastjan                                            | 35°52′42,7″N 14°24′03,3″E/35,878522 14,400924 | 2427                |         |
| Nisza Matki Bożej z Góry Karmel                      | 9 Triq Kola Xara                                               | 35°52′45,4″N 14°23′58,1″E/35,879276 14,399469 | 2428                |         |
| Kościół św. Antoniego Opata                          | il-Palazz ta’ Verdala                                          | 35°51′42,6″N 14°24′02,0″E/35,861826 14,400566 | 2429                |         |
| Kaplica Sióstr Szarytek                              | 23 Triq Santu Rokku                                            | 35°52′41,3″N 14°24′03,5″E/35,878151 14,400975 | 2430                |         |
| Kościół Wniebowzięcia Matki Bożej Tal-Virtù          | Triq Tal-Virtu                                                 | 35°52′25,4″N 14°24′24,0″E/35,873733 14,406677 | 2431                |         |
| Kaplica Sióstr Urszulanek                            | 70 Triq Tal-Virtu / Triq San Vinċenz Ferreri                   | 35°52′35,3″N 14°24′04,6″E/35,876471 14,401264 | 2432                |         |
| Kościół Zwiastowania                                 | Triq tal-Lunzjata                                              | 35°52′35,4″N 14°23′03,6″E/35,876492 14,384331 | 2433                |         |
| Nisza Niepokalanego Poczęcia                         | Triq Santa Katerina                                            | 35°52′33,3″N 14°23′30,4″E/35,875917 14,391779 | 2434                |         |
| Nisza św. Pawła                                      |                                                                |                                               | 2435                |         |
| Kaplica Matki Boskiej z Groty                        | Misraħ San Duminku                                             | 35°52′33,8″N 14°23′58,6″E/35,876047 14,399620 | 2436                |         |
| Nisza św. Józefa                                     | Misraħ San Duminku / Triq Ħal-Tartarni                         | 35°52′33,7″N 14°23′54,7″E/35,876032 14,398526 | 2437                |         |
| Statua Matki Bożej Różańcowej                        | Misraħ San Duminku                                             | 35°52′33,4″N 14°23′56,6″E/35,875949 14,399049 | 2438                |         |
| Nisza św. Wincentego Ferreriusza                     | 26 Misraħ San Duminku / 170 Triq Ġorġ Borġ Olivier             | 35°52′36,7″N 14°23′57,3″E/35,876867 14,399242 | 2439                |         |
| Kaplica Narodzenia Matki Bożej Ta’ Casha             | Triq Santa Rita / Triq Pierre Muscat                           | 35°53′02,2″N 14°23′44,5″E/35,883952 14,395686 | 2440                |         |
| Nisza św. Pawła                                      | Triq in-Nigret                                                 | 35°52′52,8″N 14°23′20,6″E/35,881325 14,389056 | 2441                |         |
| Nisza św. Józefa                                     | 17 Triq Bir ir-Riebu                                           | 35°52′56,0″N 14°23′51,4″E/35,882209 14,397608 | 2442                |         |
| Kościół św. Publiusza                                | 1 Triq il-Kulleġġ                                              | 35°52′54,2″N 14°23′56,7″E/35,881729 14,399082 | 2443                |         |
| Nisza św. Agaty                                      | Sqaq Bir il-Ljun Nru. 1                                        | 35°52′58,1″N 14°23′56,8″E/35,882792 14,399118 | 2444                |         |
| Nisza Niepokalanego Poczęcia                         | Triq il-Patrijiet                                              | 35°52′59,8″N 14°23′58,2″E/35,883268 14,399512 | 2445                |         |
| Kaplica św. Mikołaja (ta’ Saura)                     | Triq Nikola Saura                                              | 35°52′52,1″N 14°24′05,6″E/35,881127 14,401566 | 2446                |         |
| Kościół św. Agaty                                    | Triq Sant’ Agata                                               | 35°52′49,5″N 14°23′48,0″E/35,880408 14,396677 | 2447                |         |
| Nisza św. Pawła                                      | Sqaq iċ-Ċjaki                                                  | 35°52′42,1″N 14°23′53,7″E/35,878366 14,398239 | 2448                |         |
| Statua św. Pawła                                     | Triq San Pawl Kuntent / Triq Ħad-Dingli                        | 35°52′22,8″N 14°23′39,6″E/35,873001 14,394331 | 2449                |         |
| Nisza św. Dominika Guzmana                           | 134 Triq Ġorġ Borġ Olivier / Sqaq Ġorġ Borġ Olivier Nru. 1     | 35°52′39,4″N 14°23′59,8″E/35,877607 14,399941 | 2450                |         |